# Leo Apostel

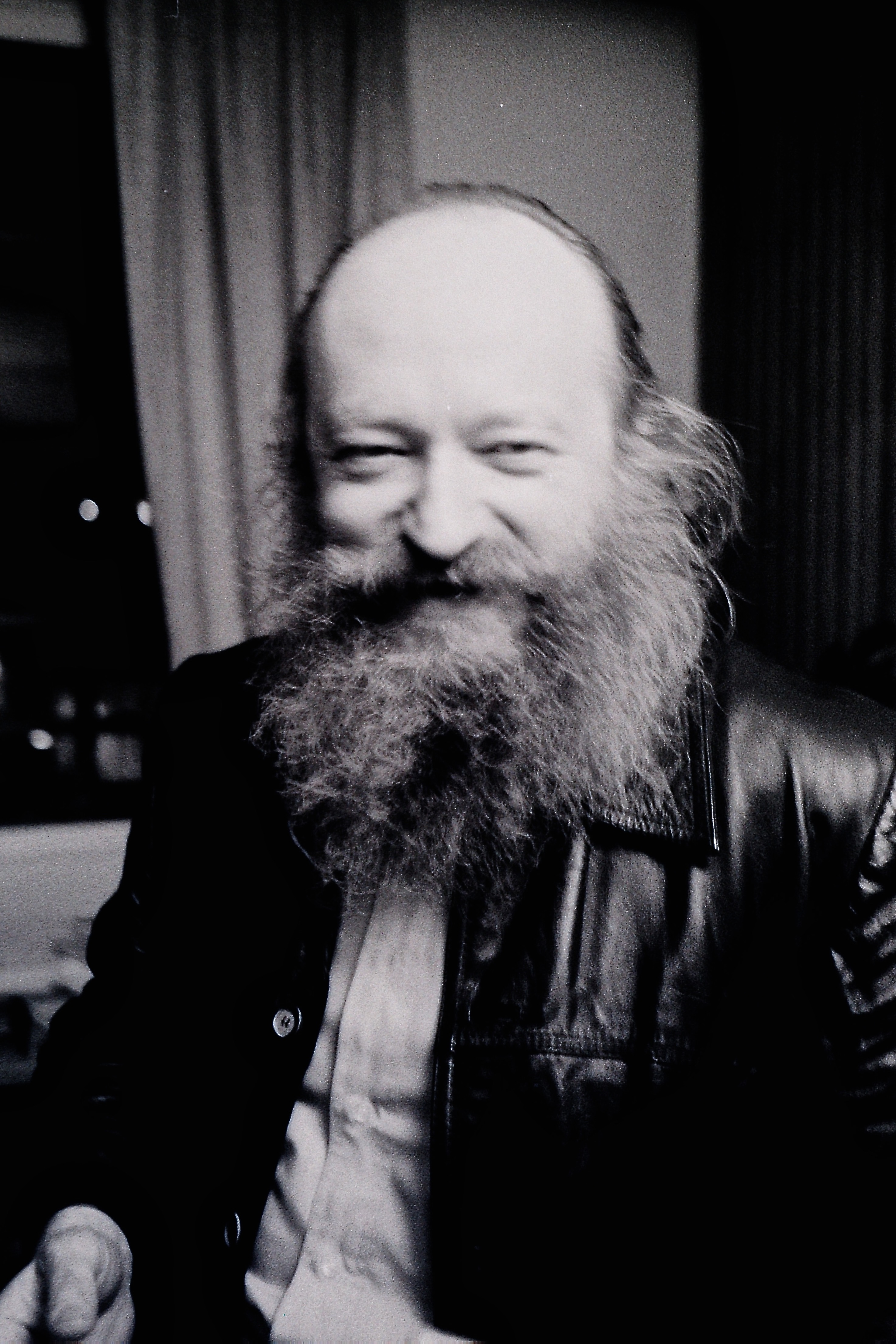
Leo Apostel, 1980

Leo Apostel (* 4. September 1925 in Antwerpen; † 10. August 1995 in Gent) war ein belgischer Philosoph. Er galt als Vertreter der Interdisziplinarität in der Wissenschaft, der die Lücke zwischen exakter Wissenschaft und Geisteswissenschaft zu überwinden suchte.

## Leben
Apostel studierte nach dem Zweiten Weltkrieg Philosophie an der Université Libre de Bruxelles und schloss 1948 als M. A. ab. Er assistierte danach dem polnischen Rechtsphilosophen Chaim Perelman. An der University of Chicago studierte er 1950/51 als CRB Fellow bei Rudolf Carnap und an der Yale University bei Carl Gustav Hempel. Er wurde 1953 mit der Arbeit La Loi et les Causes promoviert. In der Schweiz arbeitete er 1955 mit Jean Piaget in dessen Internationalem Zentrum für Genetische Epistemologie. Nach seiner Rückkehr nach Belgien lehrte er an der Vrije Universiteit Brussel (VUB) Logik und Wissenschaftsphilosophie und als Dozent für Moralphilosophie in Gent. Von 1958 bis 1959 war er als „visiting professor“ an der Pennsylvania State University. Von 1960 bis 1979 lehrte er als Professor in Gent und über Lehraufträge weiterhin auch an der Universität Brüssel.
Internationale Bekanntheit erlangte Apostel für sein Wirken für den Atheismus, indem er eine atheistische Spiritualität postulierte (1998). Der Humanismus der Freimaurerei wirkte dabei prägend.
In seinem posthum erschienenen Buch Oorsprong (Ursprung) entwickelt Apostel eine wissenschaftliche Metaphysik, die in eine konsistente Weltanschauung mündet. Apostel gibt hier zunächst eine Einführung in den Begriff der Metaphysik und den Ursprung des Menschen, des Universums und des Lebens. Zur Deutung werden die zeitgenössischen Ergebnisse wissenschaftlicher Forschung aus Natur- und Humanwissenschaften herangezogen. So schafft Apostel eine synthetische Weltsicht aus Erkenntnissen der Physik, Astrophysik, Biologie, Geologie und Anthropologie.

## Werke (Auswahl)
als Autor
- Wereldbeelden. Van fragmentering naar integratie. Pelckmans, Kapellen 1992, ISBN 90-289-1670-9.
- Freimaurerei: Ein philosophisches Essay (1985)
- Atheistische spiritualiteit. VUBpress, Brüssel 1998, ISBN 90-5487-168-7.
- Oorsprong. Inleiding tot een metafysica van het ontstaan van mens; leven en heelal. VUBpress, Brüssel 2000, ISBN 90-5487-268-3.

als Herausgeber
- Hommage à Bärbel Inhelder. Pour ses quatre-vingts ans. Éditions Médicine & Hygiene, Genf 1993.
- Religious atheism? Éditions Story-Scientia, Gent 1982, ISBN 90-6439-272-2.